# Museo Vostell Malpartida
El Museo Vostell Malpartida está situado en el espacio natural Los Barruecos, en la localidad española de Malpartida de Cáceres. El Museo Vostell Malpartida alberga obras del artista Wolf Vostell, la Colección Donación Fluxus Gino Di Maggio y una Colección de artistas conceptuales. El Museo Vostell Malpartida también alberga el Archivo Vostell. El MVM está bajo la dirección artística de Levin Vostell y la dirección general de José Antonio Agúndez García.

## Wolf Vostell
El Museo Vostell Malpartida (MVM) fue fundado en octubre de 1976 por el pintor y escultor hispano-alemán Wolf Vostell (1932-1998). Vinculado a Extremadura desde el año 1958, Vostell fue pionero de la Instalación del Videoarte y de la técnica Dé-coll/age, padre del Happening europeo y cofundador del movimiento artístico Fluxus.

## Historia
Wolf Vostell viajó a Malpartida de Cáceres en 1974 y, junto con su esposa Mercedes Guardado, fundó el Museo Vostell Malpartida (MVM) en un lavadero de lanas del siglo XVIII (Lavadero de Lanas) en 1976.
En 1994, la Junta de Extremadura se hizo cargo de la renovación de los edificios. Tras la muerte de Wolf Vostell en 1998, Mercedes Guardado se convirtió en la directora artística del museo hasta su fallecimiento en 2023. Tras la muerte de Mercedes Guardado, Levin Vostell asumió la dirección artística del museo.

## Los Barruecos
Cuando en 1974 el artista conoció Los Barruecos proclamó la zona como “Obra de arte de la naturaleza”. Desde aquel momento, concibió la idea de crear aquí un museo como expresión del arte de vanguardia, un lugar de encuentro del arte, la vida y la naturaleza. La sede principal del MVM se alza en las antiguas dependencias del Lavadero de Lanas de Los Barruecos. Su rica historia, así como las claves del fenómeno de la trashumancia, se muestran en el Centro de Interpretación de las Vías Pecuarias e Historia del Lavadero de Lanas de Los Barruecos, que también se integra en el museo. El MVM se desarrolla en el paraje natural de Los Barruecos, con dos esculturas al aire libre.
En 1976 Wolf Vostell creó una escultura en Los Barruecos hormigonando su automóvil, un Opel Admiral negro de 1970 con el que había viajado con su familia por Extremadura. El título de la escultura es VOAEX (Viaje de (H)ormigón por la Alta Extremadura) y en 1978 creó la escultura El Muerto que tiene Sed. El 30 de octubre de 1976 fue la inauguración de la escultura VOAEX y la fundación del Museo Vostell Malpartida.
Otra parte importante del Museo Vostell Malpartida es su colección permanente de artistas conceptuales españoles, portugueses y polacos, que contiene 60 obras de 48 artistas de estas nacionalidades que desde los inicios del museo en 1976 han estado espacialmente vinculados al mismo.

## Visitantes y premios
El Museo Vostell tuvo 47.376 visitantes en 2016 y fue el número 10 de 30 museos imprescindibles de España, de acuerdo con National Geographic España en 2017. El Museo Vostell Malpartida recibió la Medalla de Oro al mérito en las Bellas Artes 2018, otorgada por el Gobierno de España.

## Publicaciones del Museo Vostell Malpartida (Selección)
- Wolf Vostell. Pinturas-dibujos-objetos. Museo Vostell Malpartida, 1986
- Dali. El Fin De Parzival. Museo Vostell Malpartida, 1989, ISBN 84/7671
- Museo Vostell Malpartida. Catálogo, 1994, ISBN 84-7671-9914
- Fluxus y Di Maggio. Museo Vostell Malpartida, 1998, ISBN 84-7671-446-7
- Wolf Vostell. La Caída del Muro de Berlín. Museo Vostell Malpartida, 2000, ISBN 84-7671-583-8
- Yoko Ono Tajo. Museo Vostell Malpartida, 2000, ISBN 84-7671-582-8
- José Antonio Agúndez García: 10 Happenings de Wolf Vostell. 2001, ISBN 84-7671-510-2
- José Antonio Agúndez García: 10 Happenings von Wolf Vostell. (En alemán), 2001, ISBN 84-7671-510-2
- Vostell en las Colecciones Malpartideñas. Museo Vostell Malpartida, 2001, ISBN 84-7671-626-5
- ¿Y qué hace usted ahora? Museo Vostell Malpartida, 2001, ISBN 84-7671-623-0
- Museo Vostell Malpartida. Catálogo, 2002, ISBN 84-7671-697-4
- Vostell y la Música. Museo Vostell Malpartida, 2002, ISBN 84-7671-741-5
- Naturalezas del presente. Museo Vostell Malpartida, 2005, ISBN 84-7671-852-7
- Pianofortissimo. Museo Vostell Malpartida, 2006, ISBN 84-7671-943-4
- Vostell. Alfabeto de las Revoluciones en la Plástica, Gandia 89. Museo Vostell Malpartida, 2007, ISBN 978-84-9852-047-7
- No va más. The Game's on. Museo Vostell Malpartida, 2007, ISBN 978-84-9852-034-7
- Wolf Vostell. Los Empalaos. Museo Vostell Malpartida, 2008, ISBN 978-84-9852-119-1
- Wolf Vostell. Impresiones. La Colección de obra gráfica del Archivo Happening Vostell. Museo Vostell Malpartida, 2008, ISBN 978-84-9852-073-6
- Hommarus W. Brusche. Mi Pueblo. Editora Regional de Extremadura, Junta de Extremadura, Consorcio Museo Vostell Malpartida, 2008
- Arte=Vida=Arte. 26 Artistas con Vostell. Museo Vostell Malpartida, 2008, ISBN  978-84-9852-8
- ¿Quien es Ben? / Who is Ben? Ben Vautier, Museo Vostell Malpartida, 2008 ISBN 978-84-9852-109-2
- Fran Mohíno. Museo Vostell Malpartida, 2009, ISBN 978-84-9852-173-3
- Das Theater ist auf der Straße, Die Happenings von Wolf Vostell. Museum Morsbroich Leverkusen. Museo Vostell Malpartida, Kerber Verlag, 2010, ISBN 978-3-86678-431-4
- El teatro está en la calle, Los Happenings de Wolf Vostell. Apéndice en Castellano, Museum Morsbroich Leverkusen. Museo Vostell Malpartida, Kerber Verlag, 2010
- Carteles. Wolf Vostell. Museo Vostell Malpartida 2013, ISBN 978-84-9852-359-1
- Boris Lurie. Sold. Museo Vostell Malpartida, 2014,  ISBN 978-1-4951-1100-6
- Fluxpost. Museo Vostell Malpartida, 2014, ISBN 978-84-9852-428-4
- Wolf Vostell. el arte que quema. Museo Vostell Malpartida, 2023, ISBN 978-84-9852-756-8

## Galería de imágenes

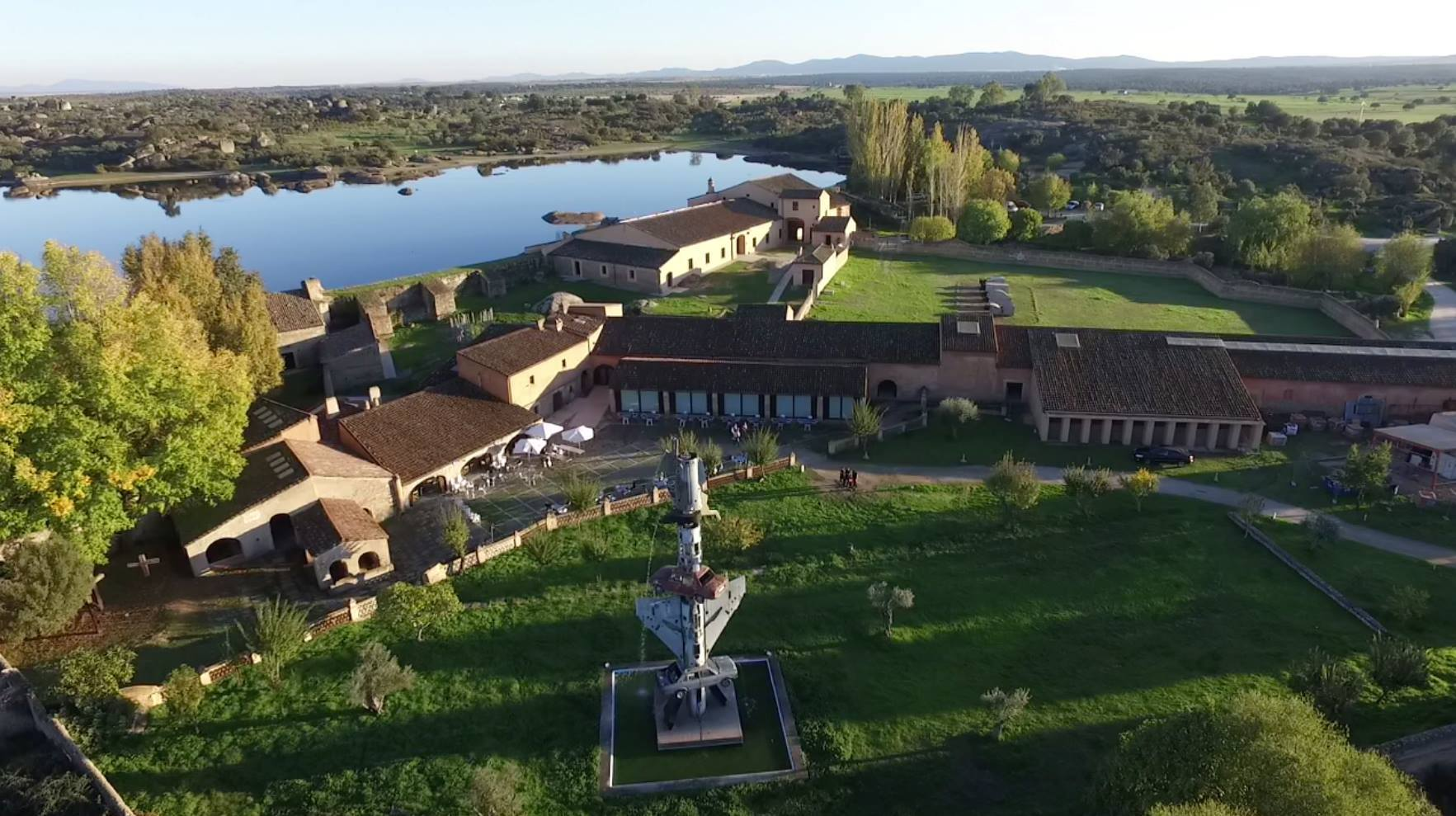
Museo Vostell Malpartida, vista aérea, 2015.
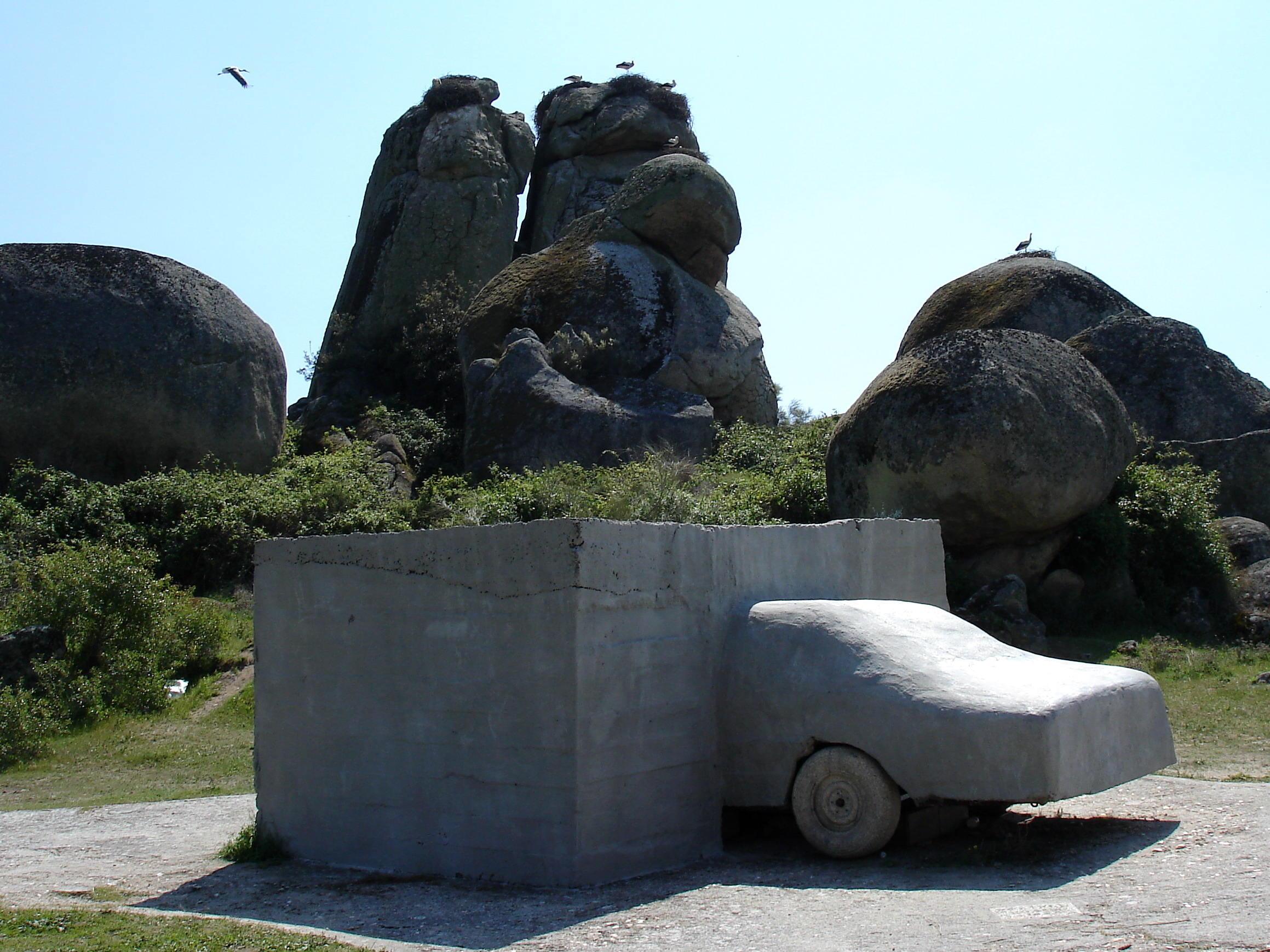
Wolf Vostell, VOAEX, (Viaje de (H)ormigón por la Alta Extremadura), 1976, escultura en Los Barruecos.
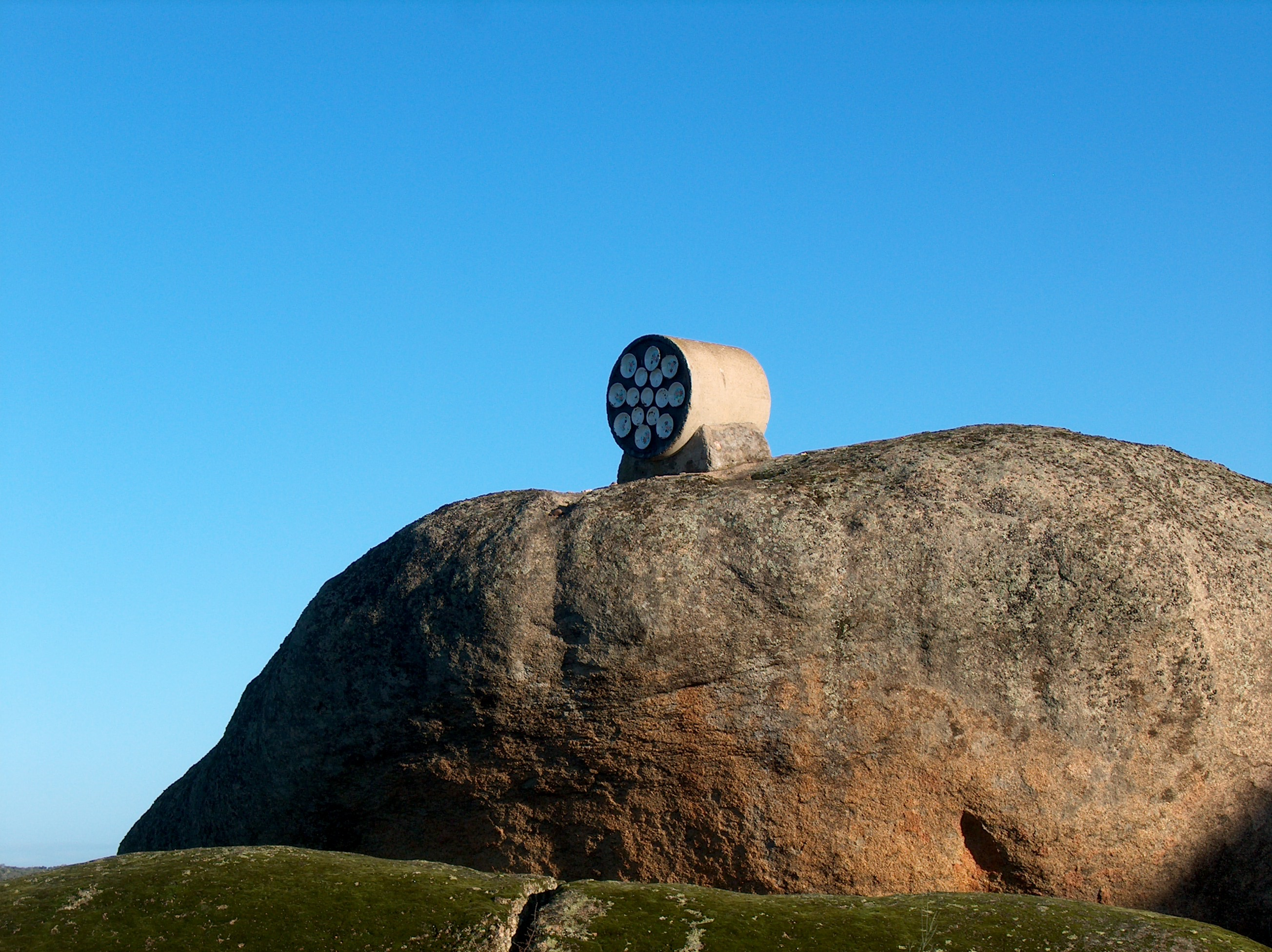
Wolf Vostell, El muerto que tiene sed, 1978, escultura con patos y hormigón en Los Barruecos.
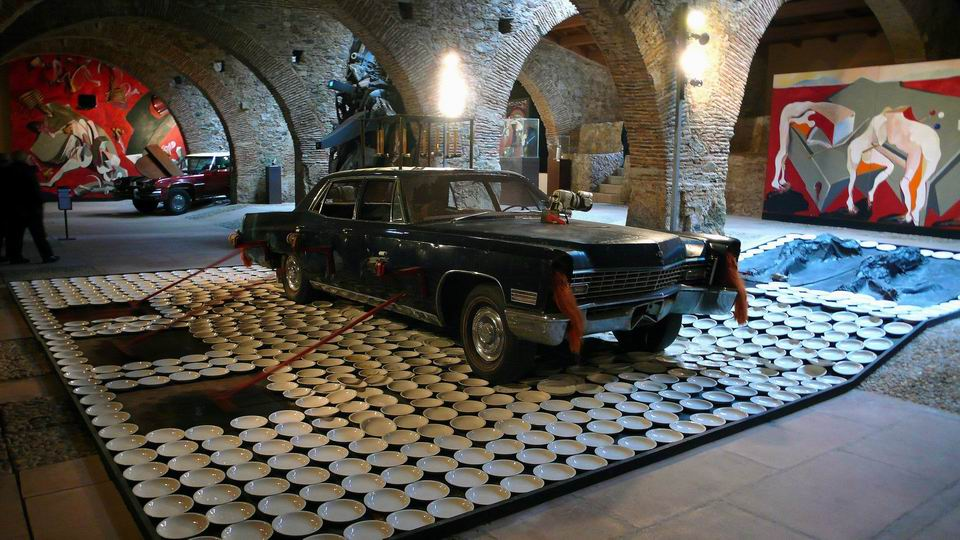
Wolf Vostell, Fiebre de Automóvil, 1973, Instalación
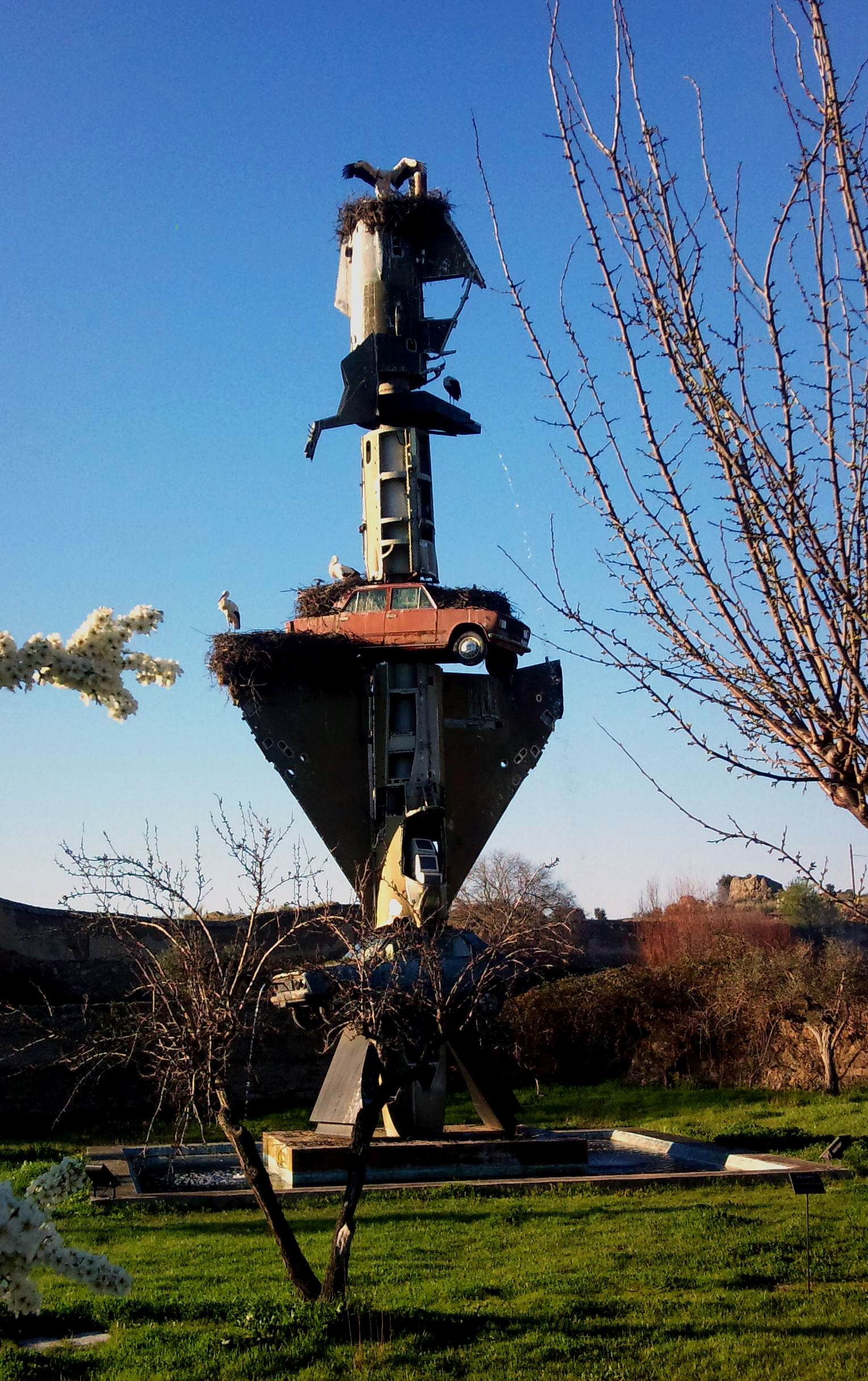
Wolf Vostell, ¿Por qué el proceso entre Jesús y Pilatos duró solamente dos minutos? 1996.
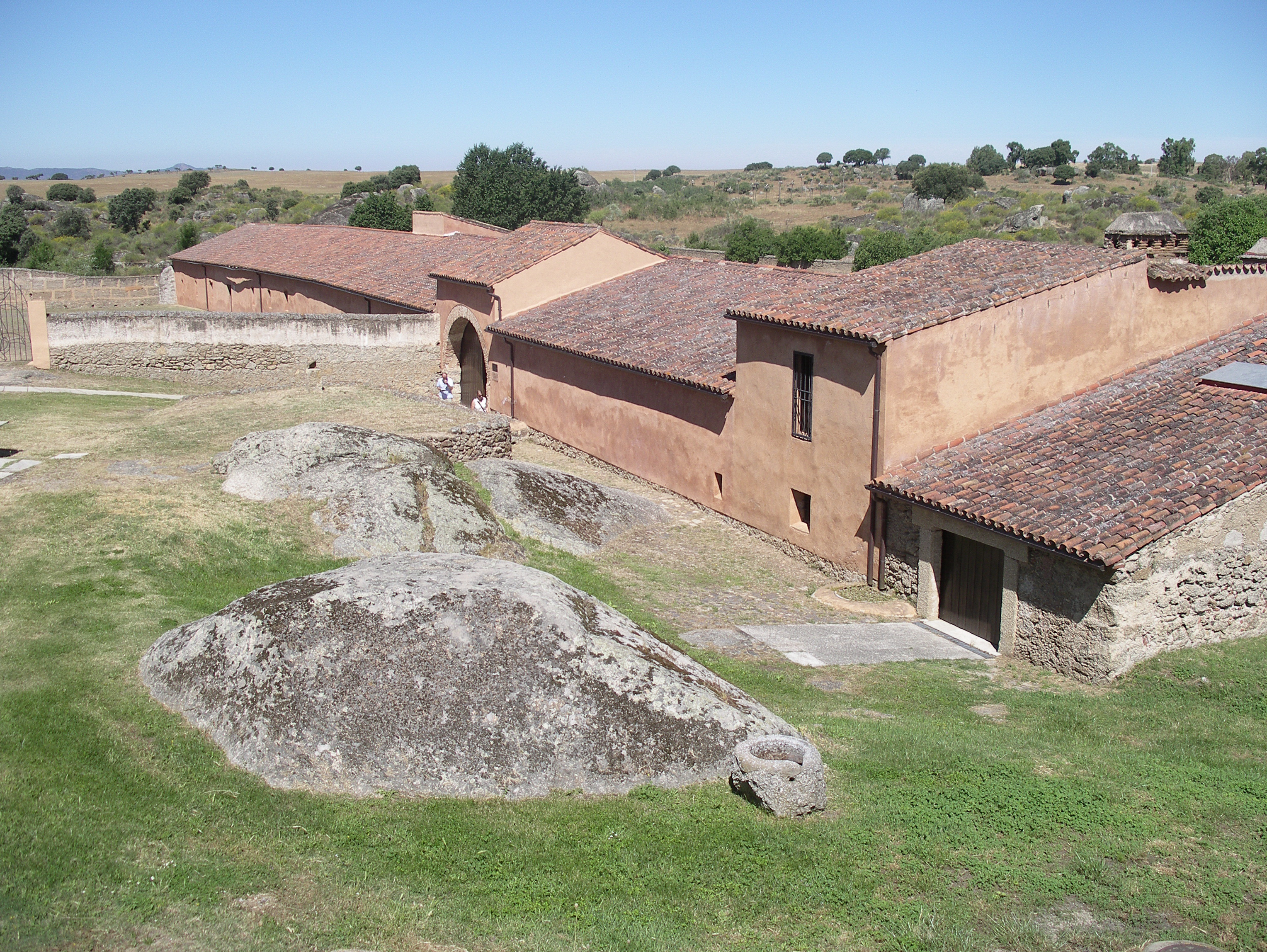
Patio del Museo Vostell Malpartida.

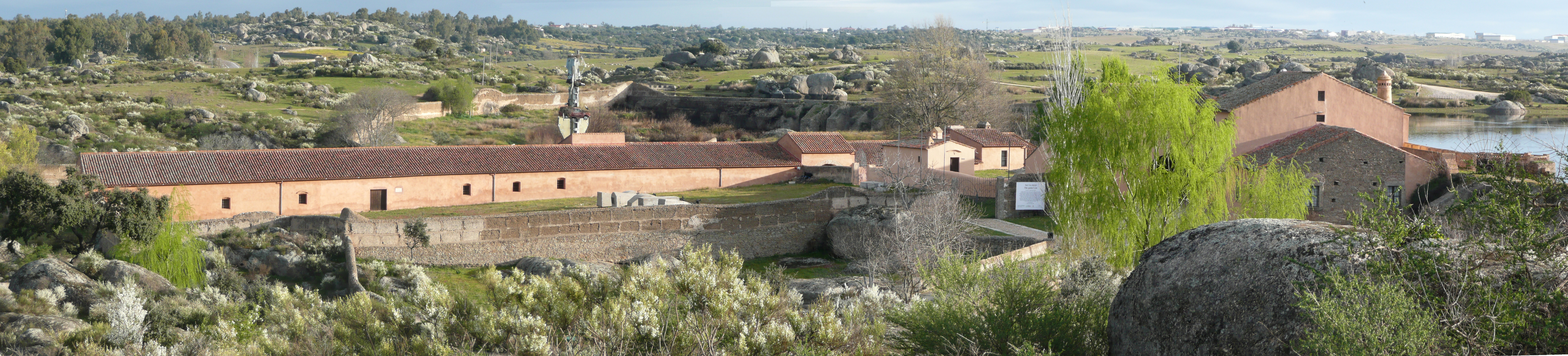
Vista panorámica del Museo.

## Películas
- 1976: VOAEX, de Ulrike Ottinger.
- 1982: Wolf Vostell - Mitten am Rande der Welt, de Jürgen Böttcher.
- 1994: Traumziele, Zwischen Berlin und Malpartida - auf den Spuren von Wolf Vostell, de Werner Filmer y Ernst - Michael Wingens.
- 2015: Malpartida Fluxus Village, de María Pérez.